# Experimenter Publishing
Experimenter Publishing Company est une maison d'édition américaine fondée en 1915 à New York par Hugo Gernsback, un pionnier de la science-fiction. Elle publie d'abord des magazines liés aux sciences, puis s'oriente vers la fiction spéculative.
Les publications de Hugo Gernsback combinent vulgarisation scientifique, projets techniques à construire soi-même, et récits de fiction spéculative, participant à populariser la science et l'anticipation auprès du grand public américain.

## Histoire
Hugo Gernsback publie The Electrical Experimenter (en) dès 1913, puis fonde officiellement Experimenter Publishing en 1915 pour développer une activité éditoriale dédiée aux domaines scientifiques émergents. Le magazine est renommé plus tard Science and Invention. En 1926, il lance Amazing Stories, considéré comme le premier magazine consacré entièrement à la science-fiction.
La société publie également Radio News (en), un mensuel influent consacré aux technologies radio, destiné aussi bien aux amateurs qu'aux professionnels. En 1925, Gernsback fonde la station WRNY, installée dans les locaux de l'entreprise à New York. Celle-ci diffuse des émissions éducatives sur la radio et l'électronique, et fait partie des premières à expérimenter la télévision mécanique.
En 1929, la société fait faillite en raison de difficultés financières. Ses actifs sont repris, et certains titres, comme Amazing Stories et Radio News, continuent à être publiés par d'autres maisons.